# 西奥伦·弗勒里
西奥伦·弗勒里（英語：Theoren Fleury，1968年6月29日—），加拿大男子冰球运动员。他曾代表加拿大国家队参加1998年和2002年冬季奥林匹克运动会冰球比赛，其中2002年冬季奥运会获得一枚金牌。